# 石黒正男
石黒 正男（いしぐろ まさお、1938年2月15日 - 2000年8月31日）は、日本の俳優、声優。東京都出身。法政大学中退。エム・スリーに所属していた。

## 出演作品

### テレビドラマ

#### NHK
- 男は度胸（1970年 - 1971年）
- 大河ドラマ
  - 勝海舟（1974年）
  - 元禄太平記（1975年） - 粂八
  - 風と雲と虹と（1976年） - 民人
  - 黄金の日日（1978年） - 足軽
  - 草燃える（1979年） - 鶏番
  - 獅子の時代（1980年） - 宴会の紳士
  - 峠の群像（1982年） - 商人、漁師
  - 山河燃ゆ（1984年）
  - 春の波濤（1985年） - 東西屋
  - 春日局（1989年） - 紙屋
  - 翔ぶが如く（1990年） - 島の男
  - 太平記 第1話「父と子」、第2話「芽生え」（1991年） - 物売り
  - 信長 KING OF ZIPANGU（1992年）
  - 八代将軍吉宗 第18話「報復人事」（1995年）
  - 秀吉（1996年） - 露天商
- 松本清張シリーズ・愛の断層（1975年） - 運転手
- 明治の群像 海に火輪を（1976年）
  - 第2話「大隈重信 〜明治14年の政変〜」
  - 第4話「鹿鳴館 〜条約改正〜・前編」
- 土曜ドラマ
  - 男たちの旅路 第2部 第1話「廃車置場」（1977年）
  - チロルの挽歌 第1話（1992年）
  - 家族旅行（1995年） - 鳥尾
- 日本の戦後 第5集「一歩退却二歩前進 二・一ゼネスト前夜」（1977年）
- 少年ドラマシリーズ / 七瀬ふたたび 第12話「暗殺者たち」（1979年）
- 連続テレビ小説
  - マー姉ちゃん（1979年）- 第42回 チンドン屋
  - ハイカラさん（1982年）
  - おしん（1984年）
    - 第79回
    - 第149回

  - チョッちゃん 第66回（1987年）- 患者
  - 君の名は 第20回（1991年）
- 立花登 青春手控え 第15話（1982年）
- 項羽と劉邦 （1983年）
- 新 夢千代日記（1984年）
  - 第7話
  - 第9話
  - 第10話
- ドラマ人間模様
  - 新・事件 断崖の眺め 第3話（1984年）
  - 友だち 第1話（1987年）
- イキのいい奴
  - 第1シリーズ 第5話「花火は火花」（1987年）
  - 続・イキのいい奴（1988年）
- ドラマスペシャル
  - 今朝の秋（1987年）
  - 台所の聖女（1988年）
- 銀河テレビ小説
  - しあわせ志願（1988年）
- 晴のちカミナリ 第4話「ドジから出た誠」（1989年）
- 大石内蔵助 冬の決戦（1991年）
- 赤頭巾快刀乱麻 第1回（1991年） - 茶屋の客
- 腕におぼえあり
  - 第1シリーズ 第11話「四十八人目の義士」（1992年）
  - 第3シリーズ 第4話「武士の魂」（1993年）
- BS時代劇（NHK衛星第2テレビジョン）
  - 戦国武士の有給休暇（1994年）
  - 藏 第1、2話（1995年）
- ドラマ新銀河
  - 拝啓自治会長殿 第11話（1995年）
- ヒロシマ 原爆投下までの4か月（1996年） - 吉積正雄
- 天晴れ夜十郎 第3話「河内山大爆発」（1996年）
- 海峡（1997年、NHK衛星第2テレビジョン）

#### 日本テレビ
- 俺たちの朝 第20話「三十男とおふくろと男の泣顔」（1977年） - 江ノ島電鉄の乗客
- 前略おふくろ様 第2シリーズ 第18話（1977年） - ラーメン屋の主人
- 土曜グランド劇場
  - ちょっとマイウェイ 第4話「青春はマラソンダンスよ」（1979年）
  - 大人のキス 第4話「男の自立と女中毒」（1993年）
  - 透明人間（1996年）
- 俺はご先祖さま 第1話「俺はご先祖さま」（1981年）
- 火曜サスペンス劇場
  - 影なき殺意（1982年）
  - 名無しの探偵 第11作「ガラスの少女」（1995年）
  - 歪んだ果実（1996年）
- 太陽にほえろ! 第595話「マミー激走!」（1984年）
- 新春ドラマスペシャル / ブルーカナリア（1989年）
- P.A. 第9話「最終回!! No.1の女優は私よ!」（1998年）
- バーチャルガール 第1話「人の心に侵入せよ」（2000年）※遺作

#### TBS
- ウルトラシリーズ
  - ウルトラマン 第11話「宇宙から来た暴れん坊」（1966年） - ホテルのボーイ
  - ウルトラマン80 第39話「ボクは怪獣だ〜い」（1980年） - ケーキ屋の主人
- 不二家の時間 / 青空にとび出せ! 第7話「ピンチだ! それいけ」（1969年）
- 刑事くん 第2部 第50話「頑張れ! 豆記者くん」（1974年）
- グッドバイ・ママ 第9話（1976年）
- 岸辺のアルバム（1977年） - ラーメン屋の客
- 風が燃えた（1978年）
- 青春の門・自立編 第18話（1978年）
- 七人の刑事 第3シーズン 第31話「悪魔の土曜日」（1978年）
- たとえば、愛 第1話（1979年） - 麻雀屋主人
- 人はそれをスキャンダルという 第9話「出産」（1979年）
- 沿線地図 第13話（1979年） - 肉屋
- 噂の刑事トミーとマツ
  - 第1シリーズ
    - 第13話「銭湯でタイホ! 刑事も裸、犯人も裸」（1980年） - 前原三次
    - 第41話「俺はハードボイルドだど!」（1980年）
    - 第47話「決まった! おそマツの大ギャング」（1980年）
    - 第64話「アリ?! トミー人質 マツは医者」（1981年）

  - 第2シリーズ（1982年）
    - 第8話「漁港の決闘! 決ったトミーの鯨突き」
    - 第34話「放火魔まて! トミー恐怖の綱わたり」
    - 第40話「マツも仰天 空飛ぶトミー」
- 天皇の料理番 第1話「カツレツと二百三高地」（1980年）
- 空よ海よ息子たちよ（1981年）
- 玉ねぎむいたら… 第18話「涙をおふき」（1981年） - トーフ屋
- スクール☆ウォーズ 第16話「学校とはなんだ」（1985年）
- 恋はミステリー劇場 / 眠る盃（1985年）
- 東芝日曜劇場
  - 第1512回「さようならことしの愛」（1985年）
  - 課長サンの厄年 第5話「雲行き怪し家族旅行」（1993年）
  - ボクの就職 第8話「女部長、乱れる」（1994年）
- 水曜ドラマスペシャル / 放浪（1986年）
- パパはニュースキャスター 第4話「おかしなおかしなお手伝いさん」（1987年） - 肉屋の店員
- 橋田壽賀子ドラマ おんなは一生懸命 第20話（1988年） - 宿の客
- 女はいつも涙する 代議士の妻たち（1988年）
- 意外とシングルガールスペシャル（1989年）
- びんた 第12話「時代を殴るには自分の素手がいい」（1990年）
- クリスマス・イヴ 第2話「女はその日に賭けている」（1990年）
- ドラマチック22 / 絶唱 花嫁の亡骸を抱いて、許されぬ恋の名作（1990年）
- 月曜ドラマスペシャル
  - 松本清張作家活動40周年記念ドラマスペシャル・西郷札（1991年）
  - 拝啓オグリキャップ様（1991年）
- 熱血!新入社員宣言 第2話「私の恋を邪魔する一円玉」（1991年）
- 泣きたい夜もある 第13話「男たちの決算」（1993年）
- JTドラマBOX / 男たちの決算（1993年）
- 長男の嫁 第1話「同居話」（1994年）
- カミング・ホーム（1994年）
  - 第9話「失恋のヤケ喰い」
  - 第11話「私たち結婚します」
- 僕が彼女に、借金をした理由。（1994年）
  - 第1話「地獄への入り口」
  - 第8話「大勝負」
- 好きやねん父ちゃん2（1995年）
- 青い鳥 第2部 第八章「再会」（1997年）
- 先生知らないの?（1998年）
- ランデヴー 第6話「花火大会の夜、せつないキス」（1998年）
- 向田邦子新春ドラマ あ・うん（2000年）

#### フジテレビ
- 風雲ライオン丸 第12話「地獄谷に恨みをはらせ!」（1973年） - 村人
- 鉄人タイガーセブン 第3話「逆襲! 半魚原人アマゾンX」（1973年） - 男
- 無宿侍 第11話「逃亡街道」（1973年）
- 続・あかんたれ 第13話（1978年）
- 白い巨塔（1978年） - 新聞記者
  - 第17話
  - 第18話
  - 第20話
- 同心暁蘭之介 第15話「さすらいの青春」（1982年）
- セーラー服と機関銃 第5話「チョロの初恋物語」（1982年）
- 君は海を見たか 第5話（1982年）
- 北の国から
  - 北の国から'83冬（1983年）
  - 北の国から'87初恋（1987年）
- 金曜おもしろバラエティ / 心はロンリー気持ちは「…」III（1986年）
- ライスカレー 第13話（1986年）
- 第一生命スペシャル / ボクたちの宝島（1988年）
- 意地悪ばあさん
  - 傑作 意地悪ばあさん・抱腹絶倒!意地悪ギャグ決定版（1989年）
  - 意地悪ばあさんリターンズ 伝説のばあさんVS湾岸署スリーアミーゴス意地悪バトル（1999年）
- 世にも奇妙な物語
  - マイホーム（1990年）
  - 追いかけた男（1990年）
  - UFO（1991年）
  - ズンドコベロンチョ（1991年）
  - 血も涙もない（1992年）
  - 言葉のない部屋（1992年）
- 男と女のミステリー
  - ロマンの果てII　汚れっちまった悲しみに（1990年）
  - 昭和推理傑作選 第1作「陰獣 屋根裏にひそむ脅迫者!」（1990年）
- もう誰も愛さない 第11話「偽りの結婚」（1991年）
- 忠臣蔵 風の巻・雲の巻（1991年）
- あなただけ見えない（1992年）
- 白鳥麗子でございます!（1993年）
  - 第1シリーズ
  - 第2シリーズ 第6話「きっと忘れない」
- この世の果て 第5話「愛だけを信じて」（1994年）
- 名古屋嫁入り物語 第6弾「お待たせしました!! 名古屋嫁入り物語6」（1994年）
- 将太の寿司 第1話「究極の大トロ!! 父と子の涙」（1996年）
- シングルス 第5話「大出産」（1997年）
- ニュースの女 第10話「哀愁のシンフォニー」、第11話「春一番」（1998年）

#### テレビ朝日
- 特別機動捜査隊
  - 第447話「ある女の悲願」（1970年） - 清水
  - 第480話「砕けた赤いダイヤ」（1971年） - 芝原
  - 第579話「三船班ハワイへ飛ぶ」（1972年） - 渡辺
  - 第638話「ある夫婦のメロディー」（1974年） - 福本
  - 第657話「華麗なる挑戦状」（1974年） - 古田
  - 第685話「暗黒街ひとりぼっち」（1975年） - バーテン
  - 第710話「ちぎれた舞扇」（1975年） - 田辺
  - 第752話「我が輩は犬である」（1976年） - 労務者
  - 第756話「悪魔の暴走」（1976年） - 係員
  - 第775話「浅草喜劇役者」（1976年） - 役者
  - 第788話「無情の風に散る」（1976年） - 客
- 変身忍者 嵐 第8話「怪人! 狂い毒蛾!!」（1972年）
- 特捜最前線
  - 第4話「愛と炎の街」（1977年）
  - 第293話「木枯らしの街で!」（1982年）
- 俺はあばれはっちゃく 第4話（1979年）
- ザ・ハングマン
  - ザ・ハングマン 第19話「恐怖で走るダイナマイト女」（1981年）
  - ザ・ハングマンII 第4話「天下り役人に仏罰を」（1982年）
  - 新ハングマン 第1話「令嬢を情婦に堕した悪徳署長」（1983年）
  - ザ・ハングマン4 第4話「署長が押収拳銃を売りとばす!」（1984年）
- 土曜ワイド劇場
  - 松本清張の寒流（1983年）
  - ひとり魔殺人事件（1991年）
  - 襲われた二人 女子大生レイプ犯は夫!!妻のアリバイ崩し（1995年）
  - タクシードライバーの推理日誌 第5作「行き先のない乗客 “人を殺した”とその女は言った…」（1995年） - 食堂店主
- ニュードキュメンタリードラマ昭和 松本清張事件にせまる / 昭和20年8月15日 終戦日の荷風と潤一郎（1984年）
- 七人の女弁護士 第2シリーズ 第8話「結婚占い殺人事件! 挙式前にレイプされた娘!!」（1991年）
- 忍者戦隊カクレンジャー 第49話「突然!! ビンボー」（1995年） - 金貸し妖怪
- ガラスの仮面 第2シリーズ 第一章「奇跡の復活をかけて…闘いの幕開け!!」（1998年）

#### テレビ東京
- 歴史サスペンス 隠密・奥の細道 第1話「水戸光圀を殺せ!」（1988年）
- 月曜・女のサスペンス / 雁の寺 （1989年）
- お助け同心が行く! 第8話「二度目の金蔵破り」（1993年）
- にごりえ（1993年）
- 森繁久彌ドラマスペシャル・おじいさんの台所（1997年）

### 映画
- その男、凶暴につき（1989年、松竹富士） - 船頭
- ノストラダムス戦慄の啓示（1994年、東映）

### テレビアニメ
- フランダースの犬（1975年、CX） - あめ屋、交易所の男
- 未来少年コナン（1978年、NHK）